# Ignacio Gracia Arregui
Ignacio Gracia Arregui (* 30. November 1955 in Rentería, Baskenland, Spanien) ist ein unter dem Kampfnamen Iñaki de Rentería bekannter Führer der marxistisch-leninistischen separatistischen baskischen Untergrundbewegung Euskadi Ta Askatasuna (ETA) in Spanien.

## Leben
Gracia Arregui trat als Heranwachsender während der Diktatur von Francisco Franco der ETA  zur Beendigung der von Franco initiierten Unterdrückung der baskischen Kultur bei und nahm in der Folgezeit den Kampfnamen Iñaki de Rentería an. Nach dem Amtsantritt der zivilen Regierung von Ministerpräsident Adolfo Suárez und der von dieser garantierten Amnestie beendete er 1977 seine Untergrundkämpfe, nahm diese aber bald wieder auf.
In der Folgezeit erhielt er eine Ausbildung im Guerillakampf in Algerien und wurde 1980 einer der militärischen Führer der ETA. 1981 sowie 1982 wurde er in Spanien wegen Bagatelldelikten festgenommen, aber beide Male kurz darauf wieder freigelassen. Nachdem er seit 1987 illegal in Frankreich lebte, wurde er wahrscheinlich 1992 Oberster Führer der ETA nachdem es nach der Verhaftung von 24 mutmaßlichen ETA-Führern in der südfranzösischen baskischen Stadt Bidart zu einem Machtvakuum in der Organisation gekommen war.
1995 soll er einen Attentatsversuch auf König Juan Carlos I. angeordnet haben. Seine Autorität als Chef der militärischen Operationen der ETA soll nach Ansicht von ETA-Experten zu der Zeit nur von dem mutmaßlichen Chefideologen der Organisation, Mikel Antza, in Frage gestellt worden sein.
Im Februar 2000 wurde er von einem Gericht in Frankreich in Abwesenheit wegen Verschwörung, Waffenbesitz und Urkundenfälschung zu einer Freiheitsstrafe von sechs Jahren verurteilt. Im September 2000 wurde er in seiner Wohnung in Bidart ebenfalls festgenommen, nur zwei Tage, nachdem 20 andere mutmaßliche ETA-Führer in einer großangelegten Polizeiaktion verhaftet wurden. Nach weiteren Verurteilungen befand er sich bis 2008 in Frankreich in Haft und nach seiner anschließenden Auslieferung noch bis 2010 in Spanien.
Im Mai 2011 wurde er auf Anordnung des Obersten Gerichtshofs Spaniens erneut festgenommen. Er wird beschuldigt, 1996 den Gefängnisbeamten José Antonio Ortega Lara entführt zu haben. Ortega Lara befand sich 532 Tage in den Händen seiner Entführer, der damit längsten Entführung in der Geschichte der ETA.